# Mexiko i olympiska sommarspelen 1980
Mexiko deltog i de olympiska sommarspelen 1980 med en trupp bestående av 45 deltagare, 36 män och nio kvinnor, vilka deltog i 43 tävlingar i tolv sporter. Landet slutade på 29:e plats i medaljligan, med ett silver och tre bronsmedaljer.

## Medaljer

### Silver
- Carlos Girón - Simhopp, Herrarnas svikthopp

### Brons
- Manuel Mendivil Yocupicio, David Barcena Rios, José Perez Soto, Fabian Vazquez Lopez - Ridsport, Lagtävlingen i fälttävlan
- Joaquín Perez de las Heras - Ridsport, Individuell hoppning
- Alberto Valdes Lacarra, Gerardo Tazzer Valencia, Jesus Gomez Portugal, Joaquín Perez de las Heras - Ridsport, Lagtävlingen i hoppning

## Boxning
Lätt flugvikt
- Gilberto Sosa
  - Första omgången — Besegrade Vandui Bayasgalan (Mongoliet) på poäng (4-1)
  - Andra omgången — Förlorade mot Li Byong-Uk (Nordkorea) på poäng (2-3)

Flugvikt
- Roman Gilberto
  - Första omgången — Bye
  - Andra omgången — Besegrade Alberto Mercado (Puerto Rico) efter att domaren avbröt tävlingen i första omgången
  - Kvartsfinal — Förlorade mot Petar Lesov (Bulgarien) på poäng (1-4)

Bantamvikt
- Daniel Zaragoza
  - Första omgången — Bye
  - Andra omgången — Besegrade Philip Sutcliffe (Irland) på poäng (5-0)
  - Tredje omgången — Besegrade Raymond Gilbody (Storbritannien) på poäng (4-1)
  - Kvartsfinal — Förlorade mot Michael Anthony (Guyana) efter att domaren avbröt tävlingen i andra omgången

Fjädervikt
- Carlos González
  - Första omgången — Besegrade Nidal Haddad (Syrien) på poäng (5-0)
  - Andra omgången — Besegrade Ravsal Otgonbayar (Mongoliet) på poäng (3-2)
  - Tredje omgången — Förlorade mot Rudi Fink (Östtyskland) efter knock-out i första omgången

## Friidrott
Herrarnas 10 000 meter
- Enrique Aquino
  - Heat — 29:21,3 (→ gick inte vidare)

- Rodolfo Gómez
  - Heat — 29:25,7 (→ gick inte vidare)

- José Gómez
  - Heat — 29:53,6 (→ gick inte vidare)

Herrarnas maraton
- Rodolfo Gómez
  - Final — 2:12:39 (→ 6:e plats)

Herrarnas 20 km gång
- Raúl González
  - Final — 1:27:48,6 (→ 6:e plats)

- Daniel Bautista
  - Final — DSQ (→ ingen notering)

- Domingo Colín
  - Final — DSQ (→ ingen notering)

Herrarnas 50 km gång
- Raúl González
  - Final — fullföljde inte (→ ingen notering)

- Daniel Bautista
  - Final — fullföljde inte (→ ingen notering)

- Martín Bermúdez
  - Final — fullföljde inte (→ ingen notering)

## Modern femkamp
Herrarnas individuella tävling
- Ivar Sisniega
- Jens Lohmann

Herrarnas 3 m
- Carlos Girón
  - Heat — 580.20 poäng (→ 1:a plats)
  - Final — 892.140 poäng (→  Silver)

- Francisco Rueda
  - Kval — 495.63 poäng (→ 14:e plats, gick inte vidare)

- Jorge Mondragón
  - Heat — 454.17 poäng (→ 20:e plats, gick inte vidare)

Herrarnas 10 m
- Carlos Girón
  - Heat — 515.37 poäng (→ 5th plats)
  - Final — 809.805 poäng (→ 4th plats)

- Francisco Rueda
  - Kval — 428.52 poäng (→ 15:e plats, gick inte vidare)

- Salvador Sobrino
  - Kval — 456.87 poäng (→ 11:e plats, gick inte vidare)